# Petroleum- och fotogenliknande aromer i vin

Strukturformel över 1,1,6-trimetyl-1,2-dihydronaftalen.

Petroleum- och fotogenliknade aromer i vin kan härledas till den kemiska substansen 1,1,6-trimethyl-1,2-dihydronaftalen inom substansgruppen norisoprenoider som i sin tur är degraderingsprodukter av karotenoider. (Beta-karoten, alltså A-vitamins förstadium, är ett exempel på en karotenoid.)
I gruppen norisoprenoider förekommer flera substanser som återfinns i olika frukter och där bidrar med olika aromämnen. En av föreningarna (damascenone) anses exempelvis både ge bäraromer till rödviner och exempelvis kvittenarom till Chenin blanc, och en annan bildar 1,1,6-trimetyl-1,2-dihydronaftalen, som ger Riesling dess karaktäristiska petroleumkaraktär. Den här substansen förekommer även när det gäller andra druvsorter, men återfinns främst i Riesling som genomgått flasklagring. Mängden ökar dessutom kraftigt vid oxidation.
Den här typen av kemiska föreningar kan härledas från ämnen i frukt och bär och har således ingenting med jordmån att göra. När det gäller specifikt rieslingdruvan och substansen 1,1,6-trimetyl-1,2-dihydronaftalen så bildas den från 3,4-dihydroxy-7,8-dihydro-betaionion 3-O-beta-D-glucopyranosid som finns i själva rieslingdruvan från början och vars halt främst beror på mängden solljus. Får druvorna hänga kvar länge på sina vinstockar bildas en större mängd glucopyranosid, vilket ger högre potential för utveckling av petroleumkaraktärer.
Tar man Australien som exempel så får vinerna gjorda i de varmare regionerna ofta en signifikant petroleumkaraktär, medan de som tillverkas i kallare regioner istället får en mer påtaglig limekaraktär, som med ålder drar åt lanolin och lite rostat. Modernare tyska Rieslingar gjorda på mer normalskördade druvor (alltså ej spätlese och auslese) har mindre petroleumkaraktär än de traditionella, mer sent skördade vinerna.
År 1976, med hjälp av gaskromatografi och masspektroskopi, var första gången som man identifierade 1,1,6-trimetyl-1,2-dihydronaftalen i vin och då faktiskt i rött vin. Två år senare (1978) fastslogs att 1,1,6-trimetyl-1,2-dihydronaftalen var den kemiska förening som gav Riesling dess petroleumkaraktär. Detta gjordes genom att helt enkelt tillsätta små mängder isolerad substans till viner utan denna aromprofil, för att framkalla petroleumkaraktären på artificell väg. (Simpson R.F., 1978). Man har sedan dess även fastslagit att 1,1,6-trimetyl-1,2-dihydronaftalen är en viktig aromkomponent även för andra viner, men då oftast som en av huvudkomponenterna när det gäller oxidationskaraktär.